# 怪奇博物館
『怪奇博物館』（かいきはくぶつかん）は、赤川次郎による日本の小説。1986年、フタバノベルスより刊行された。

## 漫画
漫画化され、『なかよしデラックス』（講談社）にて1990年1月号から3月号まで連載された。画：松本洋子。
- 『怪奇博物館』 講談社〈講談社コミックスなかよし〉、1991年7月6日発行、ISBN：978-4-06-178691-2

| スタブアイコン | サブスタブ | この項目は、まだ閲覧者の調べものの参照としては役立たない、文学に関連した書きかけの項目です。この項目を加筆・訂正などしてくださる協力者を求めています（P:文学、PJ:ライトノベル）。項目が小説家・作家の場合には{Writer-substub}を、文学作品以外の本・雑誌の場合には{Book-substub}を貼り付けてください。 |